# Бульвар Незалежності України
Бульвар Незалежності України — вулиця у Сіверськодонецьку. Довжина 2360 метрів. Починається від другої прохідної Акціонерного підприємства «Азот», перетинається з вулицями Богдана Ліщини, Партизанською, Юності, Танкістів, Шевченка, Травневою, Центральним проспектом, вулицями Єгорова, Миколи Амосова. Закінчується на перетині з вулицею Донецькою. На вулиці розташований центральний майдан міста. Забудована багатоповерховою забудовою.
За радянських часів мала назву на честь російського державного діяча Володимира Леніна. Перейменована на бульвар «Дружби Народів» розпорядженням міського голови 23 грудня 2015 року. На вулиці розташовані бюсти Шевченку і Франку. 19 січня 2024 року бульвар Дружби Народів був перейменований на бульвар Незалежності України.

## Галерея

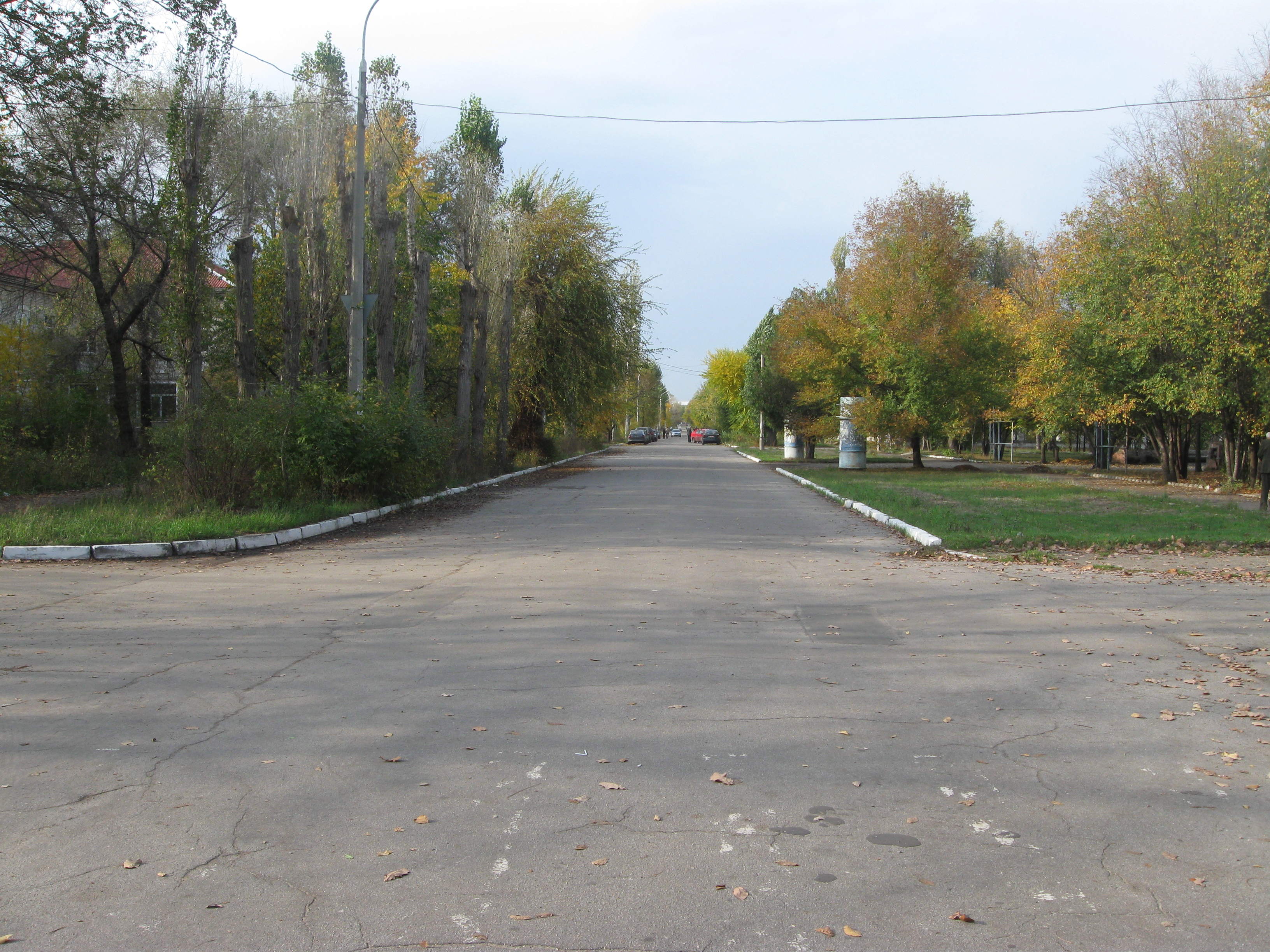
Вигляд з вулиці Шевченка
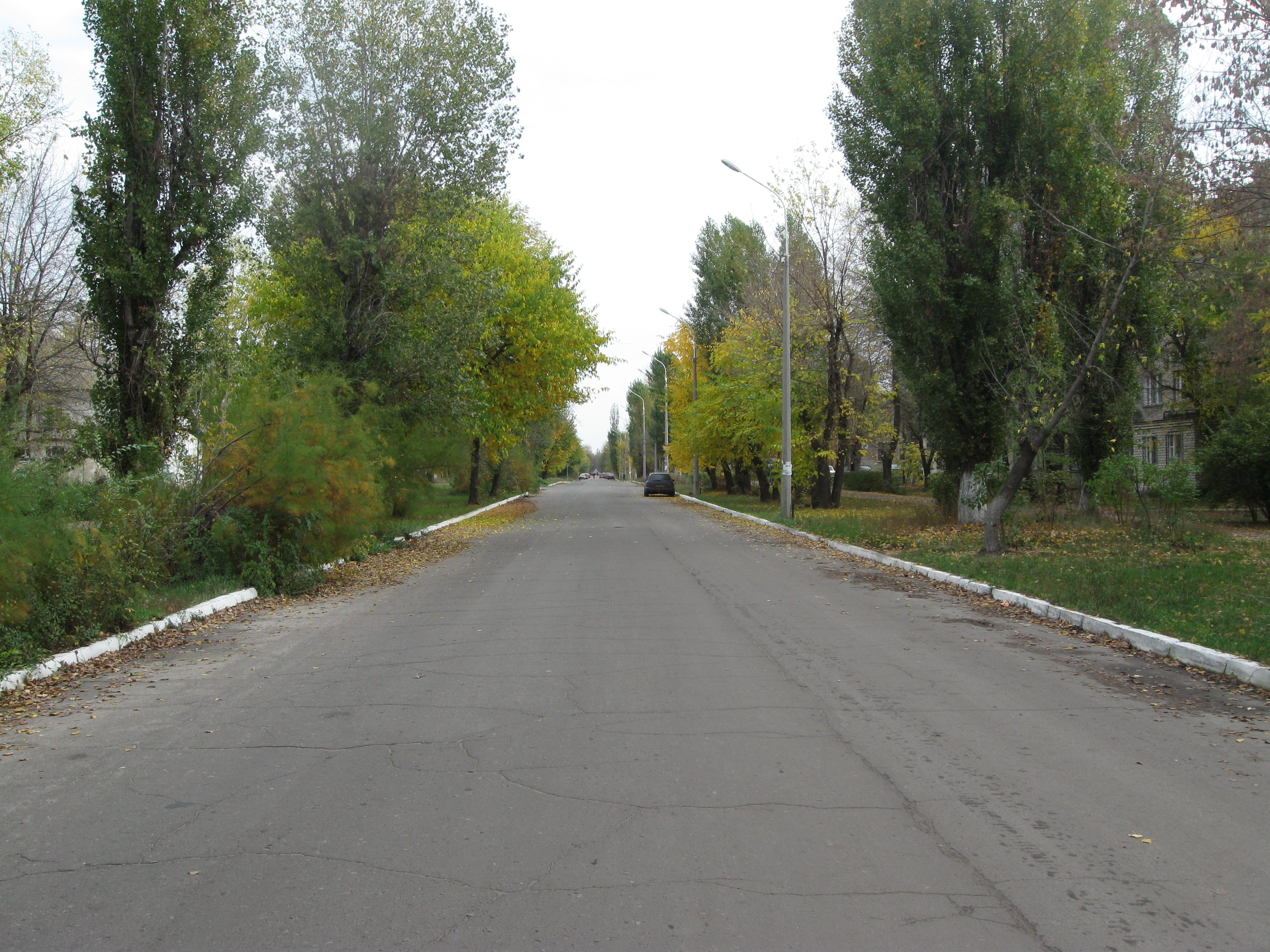
Вигляд з вулиці Травневої
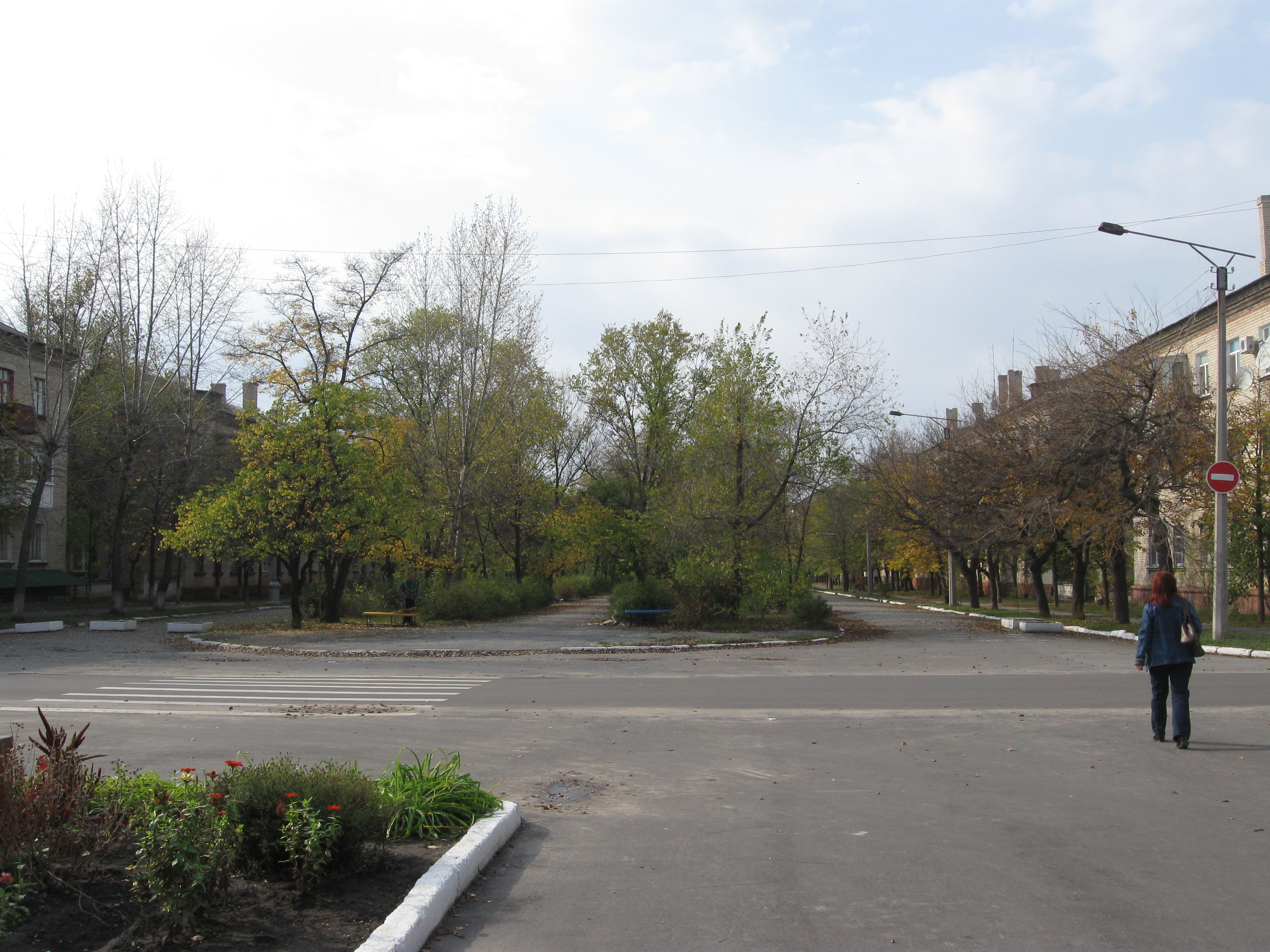
Вигляд з вулиці Донецької
Бюст Володимиру Леніну (демонтований 2014 року)
Пам'ятник Володимиру Леніну (демонтований 2014 року)